# Campanula alata
Campanula alata är en klockväxtart som beskrevs av René Louiche Desfontaines. Campanula alata ingår i släktet blåklockor, och familjen klockväxter. IUCN kategoriserar arten globalt som nära hotad. Inga underarter finns listade i Catalogue of Life.

## Bildgalleri

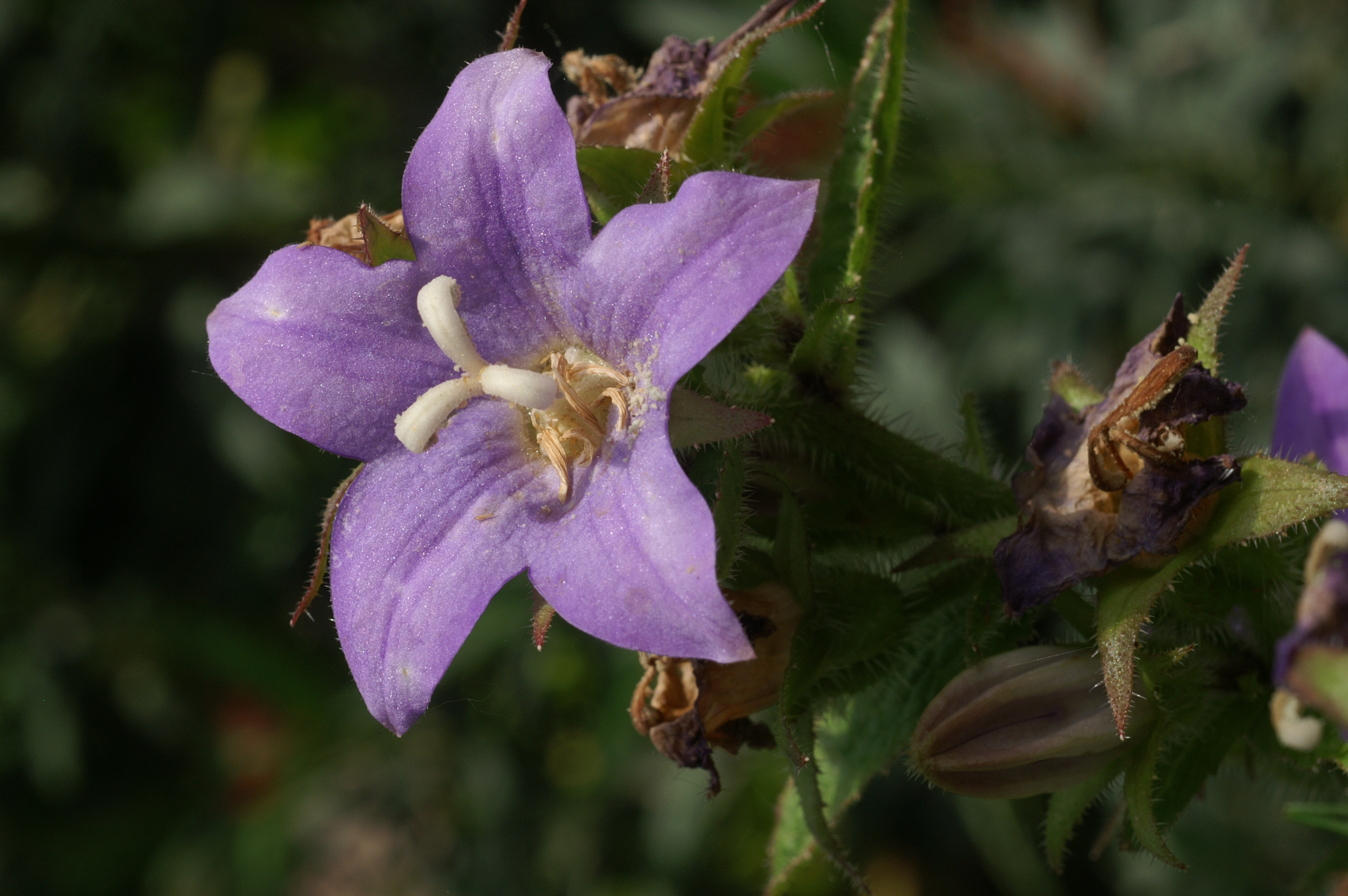